# Allraheligaste Guds Moders födelses kyrka, Popovac
Allraheligaste Guds Moders födelses kyrka (serbisk kyrilliska: Црква Рођења Пресвете Богородице; latinska: Crkva Rođenja Presvete Bogorodice) är en serbisk-ortodox kyrkobyggnad belägen i byn Popovac i staden Paraćin, i den statistiska regionen Šumadija och västra Serbien i Serbien.
Kyrkan är helgad åt den liturgiska festdagen Jungfru Marie födelse och tillhör Braničevos stift.